# 메리 쉬어

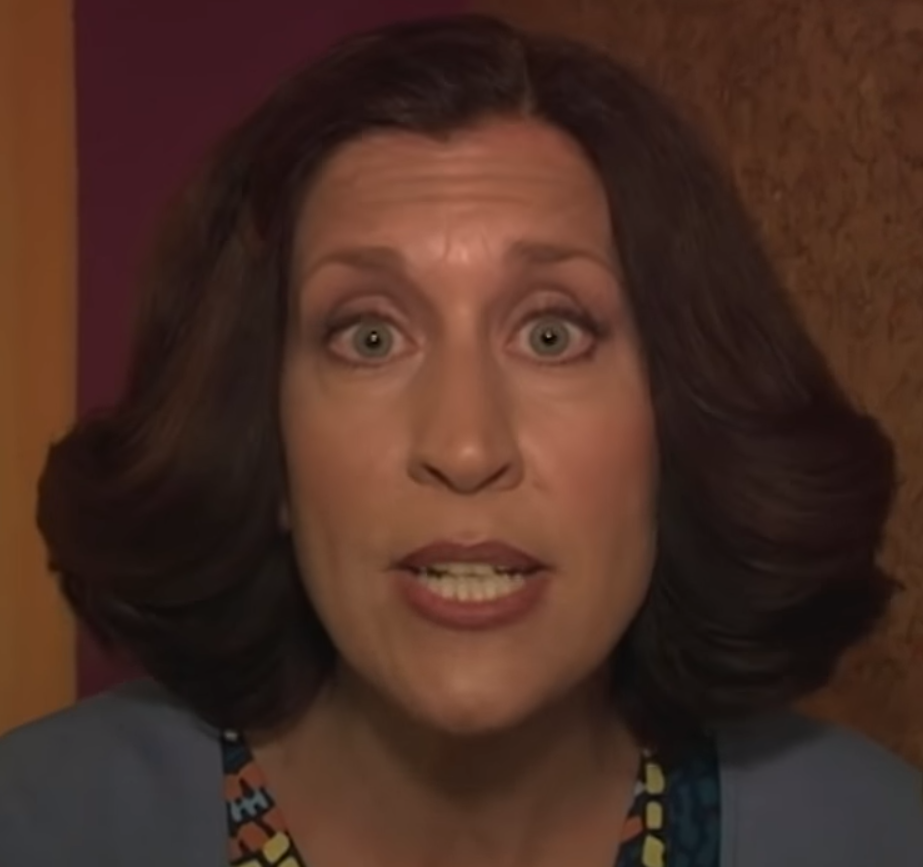

메리 시어(Mary Scheer, 1963년 3월 19일 ~ )는 미국의 배우, 성우이다.
디트로이트에서 태어났다.

## 출연 작품
- 뉴 위민 (2001년) - 낸시 역
- 배트맨 - 돌아온 조커 (2000) - 목소리
- 딩 동 (1995년) - 도리스 프릿 역
- Not of This Earth (1995)
- 남자 그리고 여자 (1994년)

### 텔레비전
- 킹 오브 더 힐 (1997-2002) - 목소리
- 사인필드 (1995, 1998)
- 쇼킹 패밀리 (1999) - 목소리
- 아이칼리 (2007-12, 2021-23)